# ロク・マヘル
ロク・マヘル（Rok Maher 、2001年7月20日 - ）は、スロベニア・スロヴェニ・グラデツ出身のプロサッカー選手。マリボル所属。ポジションは、ミッドフィールダー。